# Шагелук (Аляска)
Шагелук (англ. Shageluk) — місто (англ. city) в США, в окрузі Юкон-Коюкук штату Аляска. Населення — 100 осіб (2020).

## Географія
Розташоване приблизно за 52 км на північ від міста Холі-Кросс та за 35 км на схід від міста Анвік, на східному березі річки Інноко приплив Юкону). Шагелук розташований за координатами 62°39′59″ пн. ш. 159°32′7″ зх. д. / 62.66639° пн. ш. 159.53528° зх. д. (62.666418, -159.535392).  За даними Бюро перепису населення США в 2010 році місто мало площу 32,20 км², з яких 28,72 км² — суходіл та 3,48 км² — водойми. В 2017 році площа становила 29,78 км², з яких 26,55 км² — суходіл та 3,23 км² — водойми.

## Демографія

### Перепис 2010
Згідно з переписом 2010 року, у місті мешкали 83 особи в 36 домогосподарствах у складі 19 родин. Густота населення становила 3 особи/км².  Було 53 помешкання (2/км²). 
Расовий склад населення:
| - 90,4 % — корінних американців - 3,6 % — білих |

До двох чи більше рас належало 6,0 %. Іспаномовні складали 0,0 % від усіх жителів.
За віковим діапазоном населення розподілялося таким чином: 28,9 % — особи молодші 18 років, 66,3 % — особи у віці 18—64 років, 4,8 % — особи у віці 65 років та старші. Медіана віку мешканця становила 37,8 року. На 100 осіб жіночої статі у місті припадало 102,4 чоловіків;  на 100 жінок у віці від 18 років та старших — 96,7 чоловіків також старших 18 років.
За межею бідності перебувало 25,6 % осіб, у тому числі 25,0 % дітей у віці до 18 років та 100,0 % осіб у віці 65 років та старших.
Цивільне працевлаштоване населення становило 27 осіб. Основні галузі зайнятості: освіта, охорона здоров'я та соціальна допомога — 37,0 %, транспорт — 25,9 %, публічна адміністрація — 25,9 %.

### Перепис 2000
За даними переписом 2000 року населення міста становило 129 осіб. Расовий склад: корінні американці — 96,90 %; білі — 3,10 %. Частка осіб у віці молодше 18 років — 42,6 %; осіб старше 65 років — 10,1 %. Середній вік населення — 26 років. На кожні 100 жінок припадає 108,1 чоловіків; на кожні 100 жінок старше 18 років — 124,2 чоловіків.
З 36 домашніх господарств в 44,4 % — виховували дітей віком до 18 років, 33,3 % представляли собою подружні пари, які спільно проживають, в 33,3 % сімей жінки проживали без чоловіків, 16,7 % не мали родини. 16,7 % від загального числа сімей на момент перепису жили самостійно, при цьому 0 % склали самотні літні люди у віці 65 років та старше. В середньому домашнє господарство ведуть 3,58 людини, а середній розмір родини — 3,83 особи.
Середній дохід на спільне господарство — $26 667; середній дохід на сім'ю — $24 000. Середній дохід на душу населення — $7587. Близько 11,8 % сімей та 16,2 % мешканців живуть за межею бідності.

## Транспорт
У місті розташований аеропорт Шагелук.